# سیارک ۱۳۵۵
سیارک ۱۳۵۵ (به انگلیسی: 1355 Magoeba، نامگذاری:1935HE) هزار و سیصد و پنجاه و پنجمین سیارک کشف شده‌است که در ۳۰ آوریل ۱۹۳۵ کشف شد.
قدر مطلق سیارک برابر ۱۳٫۰۵ است.